# Ribellione di Scanderbeg
La ribellione di Scanderbeg fu una ribellione contro l'impero ottomano durata quasi 25 anni e guidata dal rinnegato sanjak-bey ottomano Scanderbeg nel territorio che apparteneva ai sangiaccati ottomani di Albania, Mirdita e Ocrida (le odierne Albania e Macedonia del Nord).
La ribellione fu il risultato delle prime vittorie cristiane nella crociata di Varna nel 1443. Dopo la sconfitta ottomana nella battaglia di Niš, Scanderbeg, allora sanjakbey del Sangiaccato di Dibra, credette erroneamente che i cristiani sarebbero riusciti a cacciare gli ottomani dall'Europa. Come molti altri funzionari ottomani regionali, abbandonò l'esercito ottomano per sollevare la ribellione nel suo sangiaccato di Dibra e nella regione circostante. Inizialmente, il suo piano ebbe successo e presto gran parte del Sangiaccato di Dibra e le parti nord-orientali del Sangiaccato di Albania furono conquistati dai ribelli che combatterono anche contro le forze regolari ottomane nel Sangiaccato di Ocrida.
La ribellione di Scanderbeg fu un raro esempio riuscito di resistenza da parte dei cristiani durante il XV secolo e attraverso la sua direzione guidò gli albanesi nella guerriglia contro gli ottomani. La rivolta di Scanderbeg rappresentò una reazione di sezioni della società locale e dei signori feudali contro la perdita di privilegi e le esazioni del governo ottomano di cui si risentirono. Inoltre la Lega combatté contro i membri dei propri gruppi etnici perché le forze ottomane, sia comandanti che soldati, erano composte anche da persone locali (albanesi, slavi, valacchi, greci, detentori turchi dei timar), oltre ai turchi anatolici.
Scanderbeg riuscì a conquistare Krujë usando una lettera contraffatta del sultano e, secondo alcune fonti, impalò i funzionari ottomani catturati che si rifiutarono di essere battezzati al cristianesimo. Il 2 marzo 1444 i capi e i nobili albanesi regionali si unirono contro l'Impero ottomano e stabilirono un'alleanza (Lega di Alessio) che fu sciolta nel 1479.
A causa dei frequenti conflitti tra famiglie rivali in Albania durante la ribellione di Scanderbeg, in particolare tra Scanderbeg e Lekë Dukagjini, lo studioso di studi albanesi Robert Elsie ha descritto il periodo come più una guerra civile albanese. Tuttavia, Scanderbeg si riconciliò con Lekë nel 1453 e si alleò nuovamente con Giorgio Arianiti nel 1456, dopo la fine dei rapporti con entrambe le parti intorno al 1450.

## Sfondo
In Albania, la ribellione contro gli ottomani covava già da anni prima che Scanderbeg abbandonasse l'esercito ottomano. La rivolta precedente più notevole fu quella del 1432-1436 guidata principalmente da Giorgio Arianiti. Sebbene Scanderbeg fosse stato convocato dai suoi parenti durante questa ribellione, rimase fedele al sultano e non combatté gli ottomani. Dopo la repressione ottomana di questa rivolta, Arianiti si ribellò nuovamente contro gli ottomani nella regione dell'Albania centrale nell'agosto 1443.
Scanderbeg decise di lasciare la sua posizione ottomana di sanjakbey e di ribellarsi contro gli ottomani solo dopo la vittoriosa crociata di Varna nel 1443. I successi dei crociati ispirarono la rivolta di Scanderbeg e la rivolta di Costantino XI Paleologo nel Despotato di Morea. All'inizio di novembre 1443, Scanderbeg abbandonò le forze del sultano Murad II durante la battaglia di Niš, mentre combatteva contro i crociati di Giovanni Hunyadi. Scanderbeg lasciò il campo insieme ad altri 300 albanesi in servizio nell'esercito ottomano. Condusse immediatamente i suoi uomini a Krujë, dove arrivò il 28 novembre e con l'uso di una lettera contraffatta di Sultan Murad al governatore di Krujë divenne signore della città. Per rafforzare la sua intenzione di ottenere il controllo degli ex domini di Zeta, Scanderbeg si proclamò erede della famiglia Balšić. Dopo aver catturato alcuni castelli circostanti meno importanti (Petrela, Prezë, Guri i Bardhë, Svetigrad, Modrič e altri) e aver infine ottenuto il controllo su più domini di suo padre Gjon Kastrioti, Scanderbeg abiurò l'Islam e si proclamò vendicatore della sua famiglia e del suo paese. Alzò una bandiera rossa con sopra un'aquila bicipite nera: l'Albania utilizza ancora oggi una bandiera simile come simbolo nazionale.

## Forze
Dorotheos, l'arcivescovo di Ocrida, i chierici e boiardi dell'arcivescovado di Ocrida, insieme a un numero considerevole di cittadini cristiani di Ocrida, furono espatriati dal sultano a Istanbul nel 1466 a causa delle loro attività anti-ottomane durante la ribellione di Scanderbeg. La ribellione di Scanderbeg fu sostenuta anche dai greci della Morea. Secondo Fan Noli, il consigliere più affidabile di Scanderbeg era Vladan Jurica. Himara sostenne anche la guerra e fornì uomini di combattimento sotto Scanderbeg.

### Lega di Alessio (1444-1450)
Il 2 marzo 1444 i capi regionali albanesi e zetani si unirono contro l'Impero ottomano. Questa alleanza (Lega di Alessio o Lega di Lezhë) fu forgiata nella tenuta veneziana di Alessio (Lezhë). Un paio di mesi dopo le forze di Scanderbeg rubarono il bestiame ai cittadini di Alessio e catturarono le loro donne e bambini. I membri principali della lega erano Arianiti, Balšić, Dukagjini, Muzaka, Spani, Thopia e Crnojevići. Tutti gli storici del passato e molti tra quelli moderni hanno accettato il resoconto di Marino Barlezio su questo incontro a Lezhë (senza dargli uguale peso), sebbene nessun documento veneziano contemporaneo ne faccia menzione. Barlezio definì l'assemblea generalis concilium o universum concilium [consiglio generale o intero]; il termine "Lega di Lezhë o di Alessio" fu coniato dagli storici successivi.

## Prime battaglie
Kenneth Meyer Setton afferma che la maggior parte dei resoconti sulle attività di Scanderbeg nel periodo 1443-1444 "deve molto più alla fantasia che ai fatti". Subito dopo che Scanderbeg catturò Krujë usando la lettera contraffatta per prendere il controllo di Zabel Pasha, i suoi ribelli riuscirono a catturare molte fortezze ottomane tra cui Svetigrad (Kodžadžik) strategicamente molto importante e presa con il supporto di Moisi Arianit Golemi e 3 000 ribelli di Debar. Secondo alcune fonti, Scanderbeg impalò i funzionari ottomani catturati che si rifiutarono di essere battezzati nel cristianesimo.
La prima battaglia dei ribelli di Scanderbeg contro gli ottomani fu combattuta il 10 ottobre 1445, sul monte Mokra. Secondo Setton, dopo che Scanderbeg uscì vittorioso nella battaglia di Torcioll, si dice che gli ungheresi abbiano cantato lodi su di lui e abbiano esortato Scanderbeg a unirsi all'alleanza di Ungheria, papato e Borgogna contro gli ottomani. Nella primavera del 1446, servendosi dell'aiuto dei diplomatici ragusani, Scanderbeg chiese il sostegno al Papa e al Regno d'Ungheria per la sua lotta contro gli ottomani.

### Guerra contro Venezia
Marin Span era il comandante delle forze di Scanderbeg che persero la fortezza Baleč a causa delle forze veneziane nel 1448 durante la guerra di Scanderbeg contro Venezia. Marin e i suoi soldati si ritirarono verso Dagnum dopo essere stati informati dal suo parente Pietro Span delle grandi forze veneziane dirette verso Baleč.

## Trattato di Gaeta
Il 26 marzo 1450 fu stipulato a Gaeta un trattato politico tra Alfonso V per il Regno di Napoli e Stefan, vescovo di Krujë, e Nikollë de Berguçi, ambasciatori di Scanderbeg. Nel trattato Scanderbeg avrebbe riconosciuto se stesso come vassallo del Regno di Napoli, e in cambio avrebbe avuto la protezione del Regno dall'Impero ottomano. Alfonso, dopo la firma del trattato con Scanderbeg, sottoscrisse trattati simili con altri capi dall'Albania: Gjergj Arianiti, Gjin Muzaka, Gjergj Stresi Balsha, Pjetër Spani, Pal Dukagjini, Thopia Muzaka, Pietro di Himara, Simon Zanebisha e Karlo Toco. Entro la fine del 1450 Sanderbeg accettò anche la pace con gli ottomani e obbligò se stesso rendere il tributo al sultano.
A seguito del trattato di Gaeta, Napoli inviò alla fine del maggio 1451 un distaccamento di 100 soldati napoletani comandati da Bernard Vaquer al castello di Kruje. Vaquer fu nominato commissario speciale, assunse il controllo di Kruje per conto del Regno di Napoli e ne mise la guarnigione sotto il suo comando.

## Conseguenze
Ivan Strez Balšić fu percepito da Venezia come il successore di Scanderbeg, mentre Lekë Dukagjini divenne il leader della Lega. Dopo la morte di Scanderbeg, Ivan e suo fratello Gojko Balšić, insieme a Leke, Progon e Nicholas Dukagjini, continuarono a combattere per Venezia. Nel 1469 Ivan chiese al Senato veneziano di restituirgli i suoi beni confiscati costituiti da Castello di Petrela, voivodato di "Terra nuova" di Kruje (posizione sconosciuta), territorio tra Kruje e Durazzo e villaggi nella regione di Bushnesh (oggi parte del Kodër -comune di Thumanë). Venezia acconsentì in gran parte ai desideri di Ivan Balšić e lo insediò come successore di Scanderbeg.